# North Huish
North Huish är en by och en civil parish i South Hams i Storbritannien. Den ligger i grevskapet Devon och riksdelen England, i den södra delen av landet, 290 km väster om huvudstaden London. Orten har 393 invånare (2011). Byn nämndes i Domedagsboken (Domesday Book) år 1086, och kallades då Hewis.